# Marin Čilić
Marin Čilić, hrvaški tenisač, * 28. september 1988, Međugorje, SFRJ. 
Velja za enega najboljših hrvaških tenisačev. Čilić je osvojil 19 naslovov singla ATP Tour, vključno z naslovom Grand Slam na OP ZDA 2014. Bil je tudi podprvak na prvenstvu v Wimbledonu leta 2017 in na OP Avstralije leta 2018. Čilić je dosegel vsaj četrtfinale vseh štirih Grand Slamov in vseh devetih turnirjev ATP Masters 1000. Njegova najvišja uvrstitev med posamezniki je 3. mesto na svetu, doseženo 28. januarja 2018. 